# Saint-Vincent-sur-Oust
Saint-Vincent-sur-Oust (bret. Sant-Visant-an-Oud) – miejscowość i gmina we Francji, w regionie Bretania, w departamencie Morbihan.
Według danych na rok 1990 gminę zamieszkiwały 1112 osoby, a gęstość zaludnienia wynosiła 71 osób/km² (wśród 1269 gmin Bretanii Saint-Vincent-sur-Oust plasuje się na 536. miejscu pod względem liczby ludności, natomiast pod względem powierzchni na miejscu 640.).